# آن ويفر هارت
آن ويفر هارت (بالإنجليزية: Ann Weaver Hart)‏ هي مديرة أكاديمية أمريكية، ولدت في 1948 في مدينة سولت ليك في الولايات المتحدة.

## وصلات خارجية
- آن ويفر هارت على موقع إن إن دي بي (الإنجليزية)